# Todd Jones
Todd Barton Givin Jones (né le 24 avril 1968 à Marietta, Géorgie, États-Unis) est un ancien Lanceur de relève droitier de baseball.
Il évolue dans la Ligue majeure de baseball pendant 16 saisons, de 1993 à 2008 et, comme stoppeur, il réalise 319 sauvetages, dont 235 pour les Tigers de Détroit. Il participe au match des étoiles en 2000, année où il mène la Ligue américaine avec 42 sauvetages pour Détroit.